# Kurunta
Kurunta was in de Fenicische mythologie een plattelandsgod, die in verband stond met de cyclisch terugkerende vruchtbaarheid. Hij kwam voor in een versie van de verdwijnende god Hahhimas, waarin de aftakeling en dood wordt beschreven van al wat leeft. Kuranta had het epitheton Kind van het Open Land. Hij werd afgebeeld staande op een mannetjeshert met een haas en een valk in de hand. Men heeft beeldjes van herten in graven gevonden die tot het 3e millennium v.Chr. teruggaan. 
Volgens een mythe viel zelfs Kurunta ten prooi aan de verlokkelijke truken van Hahhimas waarmee die de mensen tot verlammende lethargie bracht, ook al was de stormgod Taru (of Tarhund) verondersteld hem daartegen te beschermen.